# جيسي تشيشولم
جيسي تشيشولم (بالإنجليزية: Jesse Chisholm)‏ هو دبلوماسي أمريكي، ولد في 1806، وتوفي في 4 مارس 1868.